# Братья и сёстры (спектакль)
 «Братья и сёстры»  — спектакль Академического Малого Драматического театра — Театра Европы, поставленный режиссёром Львом Додиным в 1985 году по тетралогии Фёдора Абрамова «Братья и сестры» («Пряслины»).

## История создания
Первое обращение Льва Додина к эпопее Ф. А. Абрамова «Пряслины» состоялось в 1976 году на возглавляемом им и А. И. Кацманом актёрском курсе Ленинградского Государственного института театра, музыки и кинематографии. В 1977 состоялась поездка курса в Верколу (прообраз села Пекашино) и знакомство с Ф. А. Абрамовым. В 1978 году выпущена премьера дипломного спектакля курса «Братья и сестры» в Учебном театре.
В 1984 году Лев Додин начал работу над новой редакцией спектакля «Братья и сестры» в Малом Драматическом театре. В сентябре этого года участники спектакля посетили Верколу. 9 и 10 марта 1985 года состоялась премьера спектакля «Братья и сестры» в Малом Драматическом театре.
В 2014 году театр стал работать над новой версией спектакля. В сентябре 2014 года новый состав актёров посетил Верколу. 14 марта 2015 года было отмечено 30-летие спектакля. В последний раз был сыгран спектакль в версии 1985 года. 26 апреля 2015 года состоялась премьера новой версии спектакля.

## Создатели спектакля
- Постановка Льва Додина
- Инсценировка Льва Додина, Аркадия Кацмана, Сергея Бехтерева
- Сценография Эдуарда Кочергина
- Режиссёры Роман Смирнов, Сергей Бехтерев
- Художник по костюмам Инна Габай
- Педагоги — репетиторы Валерий Галендеев, Галина Канаун
- Режиссёр-ассистент новой версии Наталья Колотова
- Педагоги — репетиторы новой версии Валерий Галендеев, Михаил Александров

## Награды
- Государственная премия СССР
- Высшая Театральная премия Санкт-Петербурга"Золотой софит"
- Премия «Лучший иностранный спектакль» (Великобритания)
- Премия «Лучший иностранный спектакль» (Италия).

## Гастроли
- 1986 — Киев
- 1987 — Москва, Дрезден (ГДР), Берлин (ГДР)
- 1988 — Варшава (Польша), Прага (Чехословакия), Париж (Франция)
- 1989 — Сан-Диего (США), Токио (Япония), Мюнхен, Берлин, Гамбург (Германия)
- 1990 — Глазго (Шотландия)
- 1991 — Лондон (Англия)
- 1992 — Дюссельдорф (Германия)
- 1994 — Париж (Франция), Манчестер, Ноттингем, Ньюкасл (Англия), Глазго (Шотландия)
- 1995 — Вена (Австрия), Москва
- 1997 — Новосибирск, Вильнев д' Аск, Каен, Тулуза, Париж , Марсель (Франция)
- 1998 — Москва, Иерусалим (Израиль), Антверпен (Бельгия), Удина (Италия), Амьен, Монпелье (Франция)
- 1999 — Кириши, Шамберн, Сан-Этьен, Страсбург , Лион, Аннесн (Франция)
- 2000 — Сургут, Рим (Италия), Нью-Йорк (США)
- 2001- Тессалоники (Греция)
- 2002- Милан (Италия)
- 2004 — Москва
- 2005 — Москва, Таллинн (Эстония)
- 2006 — Сеул (Южная Корея)
- 2007 — Казань, Омск, Великий Новгород, Архангельск
- 2008 — Екатеринбург, Кириши
- 2009 — Иркутск, Новотроицк, Калининград, Париж (Франция)
- 2010 — Старый Оскол
- 2015 — Москва
- 2016 — Архангельск
- 2017 — Тяньцзинь (Китай)

## Действующие лица и исполнители
| Роль                                                     | Состав редакции 1985 г.                                                         | Состав редакции 2015 года                                                 |
| -------------------------------------------------------- | ------------------------------------------------------------------------------- | ------------------------------------------------------------------------- |
| Анфиса Петровна Минина, председатель колхоза             | Татьяна Шестакова Татьяна Рассказова                                            | Ирина Тычинина                                                            |
| Денис Харитонович Першин, председатель колхоза           | Михаил Самочко                                                                  | Павел Грязнов Олег Гаянов                                                 |
| Иван Дмитриевич Лукашин, председатель колхоза            | Николай Лавров Сергей Козырев Сергей Курышев                                    | Олег Рязанцев                                                             |
| Гаврила Андреевич Ганичев, уполномоченный райкома партии | Сергей Бехтерев Адриан Ростовский                                               | Станислав Никольский                                                      |
| Михаил Пряслин                                           | Пётр Семак                                                                      | Евгений Санников                                                          |
| Анна, его мать                                           | Нина Семёнова Елена Калинина Наталья Соколова                                   | Наталья Акимова                                                           |
| Лизавета, его сестра                                     | Наталья Акимова Наталья Соколова                                                | Дарья Румянцева Любовь Константинова Дарья Ленда                          |
| Егорша                                                   | Сергей Власов                                                                   | Евгений Серзин Сергей Серёгин Никита Сидоров                              |
| Варвара Иняхина                                          | Наталья Фоменко Татьяна Рассказова                                              | Елизавета Боярская                                                        |
| Григорий Минин                                           | Владимир Артёмов                                                                | Филипп Могильницкий Павел Грязнов                                         |
| Петр Житов                                               | Игорь Иванов Александр Завьялов                                                 | Артур Козин                                                               |
| Олёна, его жена                                          | Алла Семенишина Наталья Калинина Марина Богданова Татьяна Рассказова            | Екатерина Решетникова                                                     |
| Илья Максимович Нетесов                                  | Александр Завьялов Анатолий Колибянов                                           | Андрей Кондратьев Ярослав Дяченко                                         |
| Марья, его жена                                          | Галина Филимонова                                                               | Елена Соломонова Арина Сумкина Марина Гончарова                           |
| Трофим Лобанов                                           | Феликс Раевский Александр Завьялов Сергей Мучеников                             | Адриан Ростовский                                                         |
| Пелагея, его жена                                        | Лидия Горяйнова Вера Быкова                                                     | Татьяна Рассказова Анжелика Неволина                                      |
| Авдотья, их невестка                                     | Светлана Гайтан Наталья Соколова                                                | Любовь Константинова Полина Приходько Арина Сумкина Полина Севастьянихина |
| Татьяна, их невестка                                     | Александра Кожевникова Марина Гридасова Екатерина Решетникова Анжелика Неволина | Арина фон Рибен Надежда Некрасова Анна Завтур                             |
| Тимофей Лобанов, их сын                                  | Владимир Осипчук Владимир Захарьев                                              | Александр Кошкарёв                                                        |
| Анисья, его жена                                         | Елена Васильева Татьяна Рассказова                                              | Уршула Малка                                                              |
| Александра Дурынина, его сестра                          | Нэлли Бабичева Анжелика Неволина Светлана Гайтан                                | Екатерина Клеопина                                                        |
| Раечка Клевакина                                         | Лия Кузьмина                                                                    | Надежда Некрасова Екатерина Тарасова                                      |
| Дарья Кропотова                                          | Бронислава Проскурнина Ирина Демич                                              | Наталья Калинина                                                          |
| Марфа Репишная                                           | Светлана Григорьева                                                             | Галина Филимонова Татьяна Рассказова                                      |
| Полина Чугаева                                           | Ирина Никулина                                                                  | Анна Блинова Дарья Ленда Екатерина Тарасова Наталья Соколова              |
| Анатолий Чугаев (Чугаретти) , её муж                     | Владимир Артёмов                                                                | Никита Васильев Никита Сидоров Виталий Андреев Михаил Титоренко           |
| Филя- петух                                              | Михаил Самочко                                                                  | Станислав Ткаченко                                                        |
| Игнат Баев                                               | Борис Бабинцев Алексей Зубарев Сергей Мучеников Игорь Черневич                  | Леонид Луценко                                                            |
| Митенька-малышня                                         | Владимир Семичев Олег Гаянов                                                    | Александр Быковский                                                       |
| Софрон мудрый                                            | Алексей Зубарев Александр Кошкарёв                                              |                                                                           |
| Юра                                                      | Игорь Скляр Станислав Никольский                                                | Бекарий Цулукизде Иван Чепура Евгений Зайфрид                             |
| Отец                                                     | Сергей Козырев Сергей Курышев Владимир Селезнёв                                 | Семён Шигин                                                               |

## Отзывы и критика
- «Что может быть проще — несмотря на состояние мира, несмотря на всё, во что нас пытаются заставить поверить политики и журналисты — ваш спектакль и сильные чувства, которые он уже так долго рождает у множества людей, служат нам всем необходимым напоминанием: все мы на самом деле братья и сестры.» (Питер Брук)

- «Лев Додин поставил спектакль-реквием, спектакль-эпитафию огромному пласту народной жизни, той Атлантиде деревенской Руси, которая при нас медленно уходила в небытие вместе с погубившим её строем.» (О. Егошина)

- «Важнейшие события спектакля совершаются часто не в словах, а на той немой глубине, что выражает себя в глазах, жестах, коллективном всплеске горя, радости или духовном порыве, не успевающем оформиться в слове.» (А.Смелянский)

- «Нов не только самый способ сценического мышления, позволивший за театральным порталом увидеть как бы и весь пекашинский горизонт. Нов и сценический язык режиссёра: терпкий, жсткий и одновременно удивительно певучий, лиричный. Ничего не отринувший из того, что вошло в реальный языковой опыт народа, но всё переплавивший в тигле высокого искусства.» (Е.Сурков)

- «В первые перестроечные годы этот спектакль стал эпохальной вехой. Культ личности к тому времени уже давно был развенчан, виновные названы, идеология — формально осуждена. Додин же приоткрыл изнанку человеческой души — изодранную, в прорехах и лохмотьях. Он велел не судить и винить, а прочувствовать и пережить. Не сострадать — а страдать вместе с бабами, раскинувшимися по сцене живым плачущим ковром, вместе с мужиками, бессильными спасти от смерти своих детей, вместе с жёнами и матерями, призывающими в беспамятстве своих мёртвых мужей и сыновей.» (А. Данилова)

- «…в „Братьях и сестрах“ как будто бы совершенно отсутствовала театральность. Я смотрел на актёров, и складывалось впечатление, что они не работают, а живут. Я даже пытался себя убеждать в том, что это спектакль, что через три часа он закончится — и актёры пойдут домой, каждый к своему очагу. Но, говоря себе всё это, я совершенно не мог этого осознать, не мог даже предположить, какие они в жизни, потому что казалось, что между артистом и ролью нет никакого зазора.» (А.Калягин)

## Пресса о спектакле
- А.Смелянский. «Из Пекашинской летописи» Архивная копия от 18 мая 2021 на Wayback Machine газета «Советская культура», 23 июля, 1985 г
- В.Невельский. «Лев Додин: страсть к правде» Архивная копия от 18 мая 2021 на Wayback Machine газета «Известия», 13 января, 1986 г.
- М.Дмитревская. «Ищем мы соль, ищем мы боль этой земли..»" Архивная копия от 18 мая 2021 на Wayback Machine Журнал «Театр», № 4 1986
- Е.Сурков. «Все мы из Пекашино» Архивная копия от 18 мая 2021 на Wayback Machine «Литературная газета», 17 сентября 1986 г
- Г.Заславский. «Пятнадцать лет „Братьям и сестрам“ Архивная копия от 15 мая 2021 на Wayback Machine „Независимая газета“, № 42 (2104), 7 марта 2000 г.
- А.Смелянский. „Советская Махабхарата“ Архивная копия от 18 мая 2021 на Wayback Machine „Московские новости“, 21-27 марта 2000
- А. Данилова. „Взлёт над бездной отчаяния“ „Утро.ру“. 08.06.2004
- Ирина Корнеева. »«Братья и сестры» двадцать лет спустя" Архивная копия от 5 октября 2017 на Wayback Machine «Российская газета», 18.03.2005
- Дина Годер, Владимир Луповской. «Оказалось — он жив» Архивная копия от 5 октября 2017 на Wayback Machine «Время новостей», № 47, 22.03.2005
- Э.Кекелидзе. «Живой!» Архивная копия от 15 мая 2021 на Wayback Machine «Молодёжь Эстонии». 13 октября 2005
- А.Кадырова. «То, что перед глазами сцена, вспоминалось только в антракте» Архивная копия от 9 мая 2021 на Wayback Machine «Вечерняя Казань» / № 88 (3446) 5 июня 2007
- Т.Мамаева. «Наши братья и сестры» Архивная копия от 5 октября 2017 на Wayback Machine «ВиД», май 2007 г.
- П.Подкладов. «Хлеб насущный в отсутствие хлеба „Братья и сестры“ Федора Абрамова и Льва Додина снова в Москве» Архивная копия от 5 октября 2017 на Wayback Machine // Первое сентября
- «Деревянные бруски заменили детям хлеб» Архивная копия от 5 октября 2017 на Wayback Machine «Брянск.ру». 10.11.2008
- Елена Орлова. «„Братья и сестры“ Льва Додина стали главным событием Вампиловского фестиваля» Архивная копия от 5 октября 2017 на Wayback Machine газета «Областная», сентябрь 2009 г.
- Актриса Наталья Акимова: «Мы сочиняли спектакль как поэзию» Архивная копия от 5 октября 2017 на Wayback Machine «Новые известия». 21.04.2009
- К.Павлюченко. "Жизнь и судьба «Братьев и сестер» Архивная копия от 5 октября 2017 на Wayback Machine «Страстной бульвар, 10», Выпуск № 8-128/2010
- Ж.Зарецкая. «Роман без вранья» Архивная копия от 15 ноября 2012 на Wayback Machine «Вечерний Петербург», 26.02.2010
- Елена Герусова. "По курсу «Братьев и сестер» Архивная копия от 5 октября 2017 на Wayback Machine «Коммерсантъ». 05.03.2010
- Дмитрий Циликин. «Прощай, Атлантида?» Архивная копия от 5 октября 2017 на Wayback Machine Росбалт, 13.05.2015
- Ольга Егошина, «Братья и сестры, которых мы так любили» Архивная копия от 5 октября 2017 на Wayback Machine «Новые известия», 14.05.2015
- Михаил Стронин. «„Вы всех нас сделали братьями и сёстрами“ Питер Брук» «Сцена», 2015, № 2(94)
- Елизавета Ронгинская. «Братья и сёстры» как зеркало русской души" «Сцена», 2015, № 2(94)
- Галина Коваленко. «Лев Додин восстановил свой легендарный спектакль „Братья и сестры“» Архивная копия от 5 октября 2017 на Wayback Machine Независимая газета, 20.05.2015
- Жанна Зарецкая. «Братья и сестры Архивная копия от 5 октября 2017 на Wayback Machine // Перезагрузка» «Вечерний Петербург» , 24.04.2015
- Нинель Исмаилова. «Второе рождение» «Сцена», 2015, № 3(95)
- Анжелика Заозерская. «Потерпите, жёнки, потерпите» «Вечерняя Москва», 11.10.2015
- Елена Смородинова. "Лев Додин побоялся создать пародию на себя самого «Вечерняя Москва», 11.10.2015
- Алёна Солнцева. «С памятью что-то стало» Архивная копия от 5 октября 2017 на Wayback Machine Colta, 14.10.2015
- Елена Дьякова. "Кому на Руси жить честно "«Новая газета», 16.10.2015
- Ольга Фукс. «Дважды в одну реку» Архивная копия от 5 октября 2017 на Wayback Machine «Экран и сцена», 2015, № 21
- «Жить по совести» Издательский дом «Двина», 12.05.2016
- Елена Ирха. «Лиза Пряслина не знает, что она несчастна» Архивная копия от 5 октября 2017 на Wayback Machine «Правда Севера», 09.05.2016
- Марина Ледяева. «Новые „Братья и сёстры“: главная премьера» Архивная копия от 5 октября 2017 на Wayback Machine Вельские вести, 25.05.2016
- Марина Дмитревская. "ЗАЖИВЁЁЁЁЁМ?.. « Архивная копия от 5 октября 2017 на Wayback Machine ПТЖ, 2015, № 2(80)
- Катерина Боярская. »"Братья и сёстры", театральный разъезд" портал antikritika